# Wieścice
Wieścice – wieś w Polsce położona w województwie łódzkim, w powiecie poddębickim, w gminie Uniejów.
Welszczyce (Wieścice) były wsią arcybiskupstwa gnieźnieńskiego w powiecie szadkowskim województwa sieradzkiego w końcu XVI wieku. W latach 1975–1998 miejscowość administracyjnie należała do województwa konińskiego.